# Live in Madrid
Live in Madrid é um EP ao vivo lançado em 2011 pela banda de rock alternativo britânico Coldplay. Inicialmente, o EP foi lançado exclusivamente grátis, com 7 faixas, com download digital através da Google Music, em 31 de outubro de 2011. Em 30 de novembro de 2011, o Google lançou um segundo, versão de 5 faixas do EP; disponível apenas como compra.

## História
O EP foi gravado em 26 de outubro de 2011 durante um concerto em Madrid, na Espanha, no Plaza de Toros de las Ventas. O concerto foi um "evento American Express não encenada", que foi ao ar no YouTube e quase 20 milhões de transmissões ao vivo do concerto eram vistos desta maneira. A versão original do EP também contém um remix da canção "Paradise", realizada pelo DJ Tiësto.

## Lista de faixas
Todas as músicas foram escritas e compostas por Guy Berryman, Jonny Buckland, Will Champion e Chris Martin.
| N.º            | Título                           | Duração |  |
| 1.             | "Every Teardrop Is a Waterfall"  | 4:38    |  |
| 2.             | "Violet Hill"                    | 3:43    |  |
| 3.             | "God Put a Smile upon Your Face" | 4:51    |  |
| 4.             | "Charlie Brown"                  | 5:01    |  |
| 5.             | "Paradise"                       | 4:51    |  |
| 6.             | "Clocks"                         | 4:57    |  |
| 7.             | "Paradise" (Tiësto Remix)        | 4:44    |  |
| Duração total: | Duração total:                   | 33:15   |  |

| Google Music (Versão 2) |                                  |         |  |
| N.º                     | Título                           | Duração |  |
| 1.                      | "Violet Hill"                    | 3:43    |  |
| 2.                      | "God Put a Smile upon Your Face" | 4:51    |  |
| 3.                      | "Charlie Brown"                  | 5:01    |  |
| 4.                      | "Paradise"                       | 4:51    |  |
| 5.                      | "Clocks"                         | 4:57    |  |
| Duração total:          | Duração total:                   | 23:38   |  |

## Pessoal
Coldplay
- Guy Berryman – baixo, backing vocal, teclados
- Jonny Buckland – guitarra, backing vocal
- Will Champion – bateria, backing vocal, guitarra
- Chris Martin – vocal, guitarra, teclado